# Jean Valroff
Pour les articles homonymes, voir Valroff.
Jean Valroff, né le 6 mai 1931 à Rosières-aux-Salines (Meurthe-et-Moselle), est un enseignant et homme politique français membre du Parti socialiste.

## Biographie
Ajusteur, il devient apprenti à la Société nationale des chemins de fer, outilleur, puis enseignant au lycée technique de Remiremont et de Gérardmer (Vosges). Proche de la ligne politique de Jean-Pierre Chevènement, il adhère au Parti socialiste en 1971 et fait son entrée au conseil municipal de Saint-Étienne-les-Remiremont, où il sera maire entre 1977 et 2001. Député des Vosges entre 1981 et 1986, il est également conseiller régional de Lorraine de 1986 à 1992.

## Parcours
Mandats
- Conseiller municipal de Saint-Étienne-lès-Remiremont de 1971 à 1977
- Maire de Saint-Étienne-lès-Remiremont de 1977 à 2001
- Député de la 3e circonscription des Vosges de 1981 à 1986
- Conseiller régional de Lorraine de 1986 à 1992

Fonctions
- Chargé de Mission par le Premier ministre (pluies acides) en décembre 1984, auteur du rapport Pollution atmosphérique et pluies acides
- Membre de l'Office public de l'habitat (OPAC) du département des Vosges
- Membre de l'Association nationale des élus de la montagne
- Président du Syndicat intercommunal incendie et secours du secteur de Remiremont

## Publications
- Pollution atmosphérique et pluies acides: rapport au Premier ministre, La Documentation française, 1985.

## Distinctions
- Chevalier (1990) puis Officier (1999) de l'ordre national du Mérite